# Nolana carnosa
Nolana carnosa es una de las 49 especies pertenecientes al género Nolana presentes en Chile, el cual corresponde a la familia de las solanáceas (Solanaceae). Esta especie en particular es una especie endémica que se encuentra distribuida en la zona norte de Chile, desde la Región de Tarapacá a la Región de Coquimbo.

## Descripción
La Nolana carnosa se encuentra descrita como un subarbusto perenne, se presenta erecto y de forma rastrera, muy ramificado, la base de sus tallos son gruesos y leñosos. Su altura llega a los 50 cm.
Se caracteriza por tener flores grandes pedunculadas, ubicada al extremo de las ramas, el cáliz posee de 5 pétalos unidos con forma de campana o embudo o gamopétalas, presentando un margen revoluto, su corola puede presentar distintos colores desde el celeste, violáceo o azul. Los botones florales terminan en punta. La parte interior de la flor o garganta es de color blanco con el centro blanco. Posee 5 estambres desiguales en tamaño de color blanco y anteras amarillas. Posee 5 a 6 ovarios que pueden albergar una semilla cada uno. 
Su fruto es un esquizocarpio que se presenta en 4 a 5 núculas aovadas con soldadura parcial o no dividido, y en caso de estarlo, las semillas pequeñas de color negro y de forma irregular.
A diferencia de otras especies de Nolana, según la morfología foliar de esta especie, las hojas son finamente glandulosa-pubérula. Posee hojas tupidas, de forma cilíndrica, obtusas, suculentas que crece exclusivamente en sectores costeros al igual que la Nolana rostrata.
Crece en terrenos arenosos y salinos cerca del mar. Crece desde los 0 hasta los 500 metros sobre el nivel del mar, recibe luz indirecta del sol gracias a la alta presencia de neblinas costeras o camanchaca, es fácil común confundirla con la Nolana rostrata que posee más densidad de hojas.
En la región de Coquimbo florece en forma anual normalmente en el mes de septiembre y octubre, mientras que en las regiones de Tarpacá, Antofagasta y Atacama su floración es más esporádica y principalmente dependiente de lluvias que no superan los 100 mm al año. Es una especie resistente al estrés hídrico y salino, pero no es resistente a las heladas. Habita en un clima de rusticidad USDA equivalente a zonas 10 y 11.

## Nombres vernáculos
Esta especie es conocida comúnmente como 'Suspiro azul' simplemente 'Suspiro'.

## Importancia
Esta es especie conocida como 'Suspiro Azul' constituye una de las flores emblemáticas que aparecen durante la floración del fenómeno denominado Desierto florido
Es considerada un a planta con un alto valor ornamental.

## Amenazas
Una de las principales amenazas de esta especie la constituyen factores antrópicos como la urbanización y ocupación del borde costero, la actividad minera y últimamente por los más de 20.000 turistas que llegan a visitar el área del desierto florido durante los meses de floración y por el paso de vehículos durante competencias deportivas.